# Теодон I
Теодон I (*Theodo I, д/н —бл. 680) — герцог Баварії у 630—680 роках. Деякі науковці називають його Теодоном IV, рахуючи напівміфічних баварських герцогів Теодононів I, II, III, які мешкали у 508—548 роках.

## Життєпис
Походив з роду Агілольфінгів. Син Гарбільда II, герцога Баварії, та Гейли (доньки Гізульфа II, герцога Фріульського). Втім існує версія, що Теодон був сином Хродоальда, що боровся проти франків. З огляду на це він був молодшим братом Фара, що правив в Баварії, про якого достеменно відомо, що його батьком був Хродоальд. Проте щодо останнього в хроніках не вживається титул герцога на відміну від Теодона I. Тому ця теорія ставиться підсумнів.
Про дату народження Теодона I нічого невідомо. Був доволі малим під час смерті Гарібальда II, що сталася між 625 та 630 роками. Тому владу зумів перебрати Фара, син Фродоальда, який також походив з роду Агілольфінгів. Лише після смерті останнього у 640 або 641 році Теодон I перебрав повноту влади.
Теодон I визнав зверхність Сігіберта III, франкського короля Австразії. Герцог Баварії протягом усього життя зберігав вірність франкським королям. Своєю столицею обрав місто Ратісбона (сучасний Регенсбург). Його дружиною була представниця лангобардської аристократії (одного з герцогів в Північній Італії). Тим самим попри мирні стосунки з франками, Теодон I продовжив політику попередників стосовно укладання шлюбних угод з лангобардами. Водночас за його правління було завершено складання «Баварської правди» — основного закону баварів на тривалий час. На неї вплинула «Салічна правда» франків.
Герцог запросив до своїх володінь Еммерама, єпископа Пуатьє, для християнізації баварів. Цим він вважав може зміцнити свою владу. За свідченням «Житія Еммерама», через три роки після приїзду єпископа до Баварії донька Теодона I — Ута — завагітніла від Сігіпальда, одного з придворних герцога. Боячись гніву батька, вона таємно просила захисту у Еммерама. Той порадив їй в разі необхідності сказати, що він є батьком її майбутньої дитини. Єпископ сподівався, що слава про його благочестя не дасть Теодону I вчинити жорстоко. Незабаром Еммеріх вирушив з паломництвом до Риму. В той самий час стало відомо і про вагітність Ути. Як і було домовлено, та оголосила, що батько її майбутньої дитини — Еммеріх. Невідомо, як відреагував на ці слова герцог Теодон I, але його син Лантперт побажав помститися за безчестя сестри. Він наздогнав на дорозі Еммерама і піддав того жорстоким тортурам, від яких невдовзі помер.
Відповідно до різних хронік Теодон I помер невдовзі після загибелі Еммерама. Йому спадкував син Лантперт.

## Родина
Дружина — Глейснот
Діти:
- Лантперт, герцог Баварії у 680 році
- Ута